# Monita Secreta
Los Monita Secreta (en latín, instrucciones secretas, también conocidos como: Instrucciones secretas de los jesuitas, o Las instrucciones secretas de la Compañía de Jesús) es un código de instrucciones presuntamente dirigido por Claudio Acquaviva, el quinto General de la Compañía de Jesús, a los distintos superiores de la Orden, que propone métodos que debían ser adoptados para aumentar su poder e influencia. El documento es considerado falso por los Jesuitas, así como muchos de sus seguidores y adversarios.

## Resumen del contenido
Según los Monita, se deben emplear todos los medios de adquirir riqueza para la orden, atrayendo jóvenes prometedores para ordenarlos y dotarla con sus propiedades; las viudas ricas debían ser engatusadas y disuadidas de contraer nuevamente matrimonio; todo lo necesario para lograr el avance de los Jesuitas a obispados u otras dignidades eclesiásticas y para desacreditar a los miembros de otras órdenes, mientras el mundo es persuadido que la Compañía es animada por motivos puros y desinteresados: la reputación de quienes la abandonen debe ser atacada y difamada de todas las formas posibles.

## Historia
Se considera el trabajo de un tal Jerome Zahorowski, un polaco que fue miembro de la Sociedad y fue expulsado por cuestiones disciplinarias en 1613. Fue publicado en primer lugar en Cracovia en 1615, como si hubiera sido una traducción de un documento en español impreso en la misma ciudad en 1614. Sin embargo, existen múltiples historias sobre el modo en que estas instrucciones secretas fueron descubiertas originalmente, aunque el crédito se le asigna comúnmente al duque Christián de Brunswick, quien, como nació 1599, era un niño cuando fueron publicadas por vez primera. El lugar donde fueron hallados ha sido establecido tanto en Paderborn, Praga, Lieja, Amberes, Glatz, y a bordo de un barco de East Indiaman capturado.
Se han hecho intentos de validar el documento en fechas tan tardías como 1783, para fomentar el interés académico en el trabajo por posibles nuevos descubrimientos; existió también una edición sin fecha, a principios del siglo XIX, supuestamente procedente de la prensa de propaganda y autenticada por los testimonios de varias autoridades jesuitas. Sin embargo, se le atribuyen a un General, "Felix Aconiti", completamente desconocido en los Anales de la Compañía de Jesús. El censor que supuestamente aprobó la publicación lleva el nombre de "Pasquinelli", mientras los títulos que se supone debían asegurar la estima de los hombres en general para la Compañía incluyen los delitos y abominaciones de todo tipo: inmoralidades, conspiraciones, asesinatos, y regicidios, que los enemigos más encarnizados de los jesuitas les han atribuido.

## Debate acerca de su autenticidad
Entre quienes han argumentado que los Monita son una farsa están el obispo Lipski de Cracovia (1616), el padre Bernard Duhr en su Jesuiten Fablen, Fray Paolo Sarpi, el historiador del Concilio de Trento y Antoine Arnauld y el "Nouvelles Ecclesiastiques"; así como antijesuitas como los jansenistas Henri de Saint-Ignace y Blaise Pascal, von Lang, Johann Joseph Ignaz von Döllinger, Friedrich (el autor de Janus), Huber, y Reusch, así como el historiador protestante Johann Karl Ludwig Gieseler. En la Cámara de los Comunes, durante los debates de la emancipación católica, el carácter fraudulento de los Monita estuvo reconocido por más de un orador, mientras las autoridades del Museo británico, así como el bibliógrafo francés M. Barbier, están de acuerdo en describir el trabajo como "apócrifo".
El obispo anglicano de Londres, Henry Compton, fue un fuerte opositor a la Iglesia católica, y en 1669 publicó una traducción inglesa de Las Instrucciones Secretas.
Richard Frederick Littledale, adversario del catolicismo, presentó una defensa en su artículo "Jesuits", en la Enciclopedia Británica de 1881. Señala que el trabajo es "una caricatura y un libelo", pero alega que es sustancialmente cierto, puesto que su autor, "un observador perspicaz y entusiasta", notó cómo trabajaban realmente los jesuitas y dedujo de sus observaciones las reglas por las cuales fueron guiados.
Cuando John Gerard, escribió en la Enciclopedia católica contra estos supuestos, niega la autoría argumentando que las reglas oficiales y constituciones de los Jesuitas contradicen estas supuestas instrucciones, pues prohíben expresamente la aceptación de dignidades eclesiásticas por sus integrantes, a menos que sean obligados por la autoridad papal, y desde los días del fundador, San Ignacio de Loyola, la Compañía ha impedido tales ascensos. Gerard también argumenta que en muchos casos, genuinas instrucciones privadas del general Jesuita a sus superiores subordinados han caído en manos hostiles, y en muchos casos contienen instrucciones contrarias a las contenidas en los Monita.
James Bernauer marca comparaciones entre los Monita Secreta y los posteriores y no menos calumniatorios escritos antisemitas ampliamente desacreditados conocidos como los Protocolos de los Sabios de Sion.